# Eleições estaduais em Pernambuco em 2018
As eleições estaduais de Pernambuco em 2018 foram realizadas em 7 de outubro, como parte das eleições gerais no Brasil. Os eleitores aptos a votar elegeram o governador Paulo Câmara, a vice-governadora Luciana Santos (para o mandato de 1° de janeiro de 2019 a 31 de dezembro de 2022), os senadores Humberto Costa e Jarbas Vasconcelos, além de 25 deputados federais e 49 estaduais. De acordo com a legislação eleitoral, no caso nenhum dos candidatos ao cargo de governador atingisse mais de 50% dos votos válidos, um segundo turno seria realizado em 28 de outubro, porém Paulo Câmara conseguiu vencer já no primeiro turno com 50,70% dos votos.

## Candidatos

### Governador(a)
| Candidatos a governador do estado | Candidatos a vice-governador | Número | Coligação                                                                                       | Votação   | Percentual |
| --------------------------------- | ---------------------------- | ------ | ----------------------------------------------------------------------------------------------- | --------- | ---------- |
| Paulo Câmara PSB                  | Luciana Santos PCdoB         | 40     | Frente Popular de Pernambuco (PSB, PCdoB, PT, MDB, PP, PR, PMN, PTC, PRP, PATRI, PSD, PPL e SD) | 1.918.219 | 50,70%     |
| Armando Monteiro PTB              | Fred Ferreira PSC            | 14     | Pernambuco vai Mudar (PTB, PSC, PSDB, DEM, PPS, PV, PRB, PODE, PRTB, PSL, PHS, DC e PMB)        | 1.361.588 | 35,99%     |
| Danielle Portela PSOL             | Gerlane Simões PCB           | 50     | A Esperança não tem Medo (PSOL e PCB)                                                           | 188.087   | 4,97%      |
| Júlio Lóssio REDE                 | Luciano Bezerra REDE         | 18     | REDE (sem coligação)                                                                            | 176.492   | 4,67%      |
| Maurício Rands PROS               | Isabella Roldão PDT          | 90     | O Pernambuco que Você Quer (PROS, PDT e Avante)                                                 | 129.712   | 3,43%      |
| Simone Fontana PSTU               | Jair Pedro PSTU              | 16     | PSTU (sem coligação)                                                                            | 9.067     | 0,24%      |
| Ana Patrícia Alves PCO            | Gílson Lopes PCO             | 29     | PCO (sem coligação)                                                                             | 2.277     | 0          |

### Senadores
| Candidatos a senador da República | Candidatos a suplente                           | Número | Coligação                                                                                       | Votação   | Percentual |
| --------------------------------- | ----------------------------------------------- | ------ | ----------------------------------------------------------------------------------------------- | --------- | ---------- |
| Humberto Costa PT                 | Waldemar Oliveira PCdoB Ana Cláudia Ferreira PT | 130    | Frente Popular de Pernambuco (PSB, PCdoB, PT, MDB, PP, PR, PMN, PTC, PRP, PATRI, PSD, PPL e SD) | 1.713.565 | 25,76%     |
| Jarbas Vasconcelos MDB            | Fernando Dueire MDB Adilson Gomes PSB           | 156    | Frente Popular de Pernambuco (PSB, PCdoB, PT, MDB, PP, PR, PMN, PTC, PRP, PATRI, PSD, PPL e SD) | 1.430.802 | 21,51%     |
| Mendonça Filho DEM                | Jorge Corte Real PTB Coronel José Alves PRTB    | 252    | Pernambuco vai Mudar (PTB, PPS, PSDB, DEM, PSC, PRB, PV, PODE, PRTB, PSL, PHS, DC e PMB)        | 1.302.446 | 19,58%     |
| Bruno Araújo PSDB                 | Guilherme Coelho PSDB Betinha Nascimento PSDB   | 456    | Pernambuco vai Mudar (PTB, PPS, PSDB, DEM, PSC, PRB, PV, PODE, PRTB, PSL, PHS, DC e PMB)        | 925.371   | 13,91%     |
| Silvio Costa AVANTE               | Carminha Queiroz PDT Ruy Coutinho PROS          | 700    | O Pernambuco que Você Quer (PROS, AVANTE e PDT)                                                 | 680.435   | 10,23%     |
| Pastor Jairinho REDE              | Getúlio Cardoso REDE Alessandra Saraiva REDE    | 180    | REDE (sem coligação)                                                                            | 191.059   | 2,87%      |
| Albanise Azevedo PSOL             | Jacira Galvão PSOL Nádia Gomes PSOL             | 500    | A Esperança não tem Medo (PSOL e PCB)                                                           | 142.280   | 2,14%      |
| Eugênia Lima PSOL                 | Kátia Cunha PSOL Hortênsia Justino PSOL         | 505    | A Esperança não tem Medo (PSOL e PCB)                                                           | 113.703   | 1,71%      |
| Adriana Rocha REDE                | Elnatam Barros REDE Mirtes Goretti REDE         | 188    | REDE (sem coligação)                                                                            | 91.941    | 1,38%      |
| Lídia Brunes PROS                 | Ivete da Silva PDT Mana PROS                    | 900    | O Pernambuco que Você Quer (PROS, AVANTE e PDT)                                                 | 44.727    | 0,67%      |
| Hélio Cabral PSTU                 | Professor Mariano PSTU Lourdes Florentino PSOL  | 161    | PSTU (sem coligação)                                                                            | 16.766    | 0,25%      |
| Alex Lima PCO                     | Ubiracy Olímpio PCO Oswaldo Helder PCO          | 290    | PCO (sem coligação)                                                                             | 6.831     | 0          |

## Deputados federais eleitos
São relacionados os candidatos eleitos com informações complementares da Câmara dos Deputados. Ressalte-se que os votos em branco eram considerados válidos para fins de cálculo do quociente eleitoral nas disputas proporcionais até 1997, quando isso foi retirado da legislação brasileira.

Representação eleita - PE
  PSB: 5
  PDT: 2
  PP: 2
  PRB: 2
  PT: 2
  DEM: 1
  MDB: 1
  PATRI: 1
  PCdoB: 1
  PHS: 1
  PODE: 1
  PPS: 1
  PR: 1
  PSC: 1
  PSD: 1
  PSL: 1
  SD: 1

| Nome                             | Partido | Votação | Percentual |
| João Henrique Campos             | PSB     | 460.387 | 10,63%     |
| Marília Arraes                   | PT      | 193.108 | 4,46%      |
| André Ferreira                   | PSC     | 175.834 | 4,06%      |
| Sebastião Oliveira               | PR      | 129.978 | 3,00%      |
| Eurico da Silva                  | PATRI   | 125.025 | 2,89%      |
| André de Paula                   | PSD     | 118.641 | 2,74%      |
| Luciano Bivar                    | PSL     | 117.943 | 2,72%      |
| Felipe Carreras                  | PSB     | 114.268 | 2,64%      |
| Eduardo da Fonte                 | PP      | 113.640 | 2,62%      |
| Sílvio Costa Filho               | PRB     | 109.185 | 2,52%      |
| Daniel Coelho                    | PPS     | 97.745  | 2,26%      |
| Fernando Coelho Filho            | DEM     | 92.188  | 2,13%      |
| Danilo Cabral                    | PSB     | 91.635  | 2,12%      |
| Raul Henry                       | MDB     | 87.585  | 2,02%      |
| Wolney Queiroz                   | PDT     | 82.592  | 1,91%      |
| Fernando Monteiro de Albuquerque | PP      | 82.071  | 1,90%      |
| Gonzaga Patriota                 | PSB     | 80.498  | 1,86%      |
| Augusto Coutinho                 | SD      | 77.817  | 1,80%      |
| Tulio Gadelha                    | PDT     | 75.642  | 1,75%      |
| Ricardo Teobaldo                 | PODE    | 73.551  | 1,70%      |
| Carlos Veras                     | PT      | 72.005  | 1,66%      |
| Bispo Ossesio Silva              | PRB     | 65.939  | 1,52%      |
| Renildo Calheiros                | PCdoB   | 57.919  | 1,34%      |
| Tadeu Alencar                    | PSB     | 53.597  | 1,24%      |
| Fernando Rodolfo                 | PHS     | 52.824  | 1,22%      |

### Deputados estaduais eleitos
Estavam em jogo as 49 cadeiras da Assembleia Legislativa de Pernambuco.
- Nota: Em itálico, os deputados eleitos por média.

| Deputados estaduais eleitos | Partido | Votação | Percentual | Cidade onde nasceu       | Unidade federativa |
| Delegada Gleide Ângelo      | PSB     | 412.636 | 9,15%      | Recife                   | Pernambuco         |
| Pastor Cleiton Collins      | PP      | 106.394 | 2,36%      | Petrolina                | Pernambuco         |
| Guilherme Uchoa Júnior      | PSC     | 71.898  | 1,59%      | Paulista                 | Pernambuco         |
| Doriel Barros               | PT      | 66.990  | 1,48%      | Águas Belas              | Pernambuco         |
| Rodrigo Novaes              | PSD     | 67.830  | 1,60%      | Recife                   | Pernambuco         |
| Clodoaldo Magalhães         | PSB     | 65.750  | 1,46%      | Recife                   | Pernambuco         |
| Aglailson Victor            | PSB     | 64.763  | 1,44%      | Recife                   | Pernambuco         |
| Lucas Ramos                 | PSB     | 62.968  | 1,40%      | Recife                   | Pernambuco         |
| Adalto dos Santos           | PSB     | 60.084  | 1,33%      | Caruaru                  | Pernambuco         |
| Simone Santana              | PSB     | 56.583  | 1,25%      | São Raimundo Nonato      | Piauí              |
| Joaquim Lira                | PSD     | 56.336  | 1,25%      | Recife                   | Pernambuco         |
| Manoel Ferreira             | PSC     | 51.885  | 1,15%      | Jaboatão dos Guararapes  | Pernambuco         |
| Clarissa Tércio             | PSC     | 50.789  | 1,13%      | Recife                   | Pernambuco         |
| Francismar                  | PSB     | 50.577  | 1,13%      | Chapadinha               | Maranhão           |
| Diogo Moraes                | PSB     | 50.188  | 1,11%      | Caruaru                  | Pernambuco         |
| Gustavo Gouveia             | DEM     | 50.058  | 1,11%      | Recife                   | Pernambuco         |
| Tony Gel                    | MDB     | 49.133  | 1,09%      | Recife                   | Pernambuco         |
| William Brígido             | PRB     | 46.759  | 1,04%      | Rio de Janeiro           | Rio de Janeiro     |
| Joel da Harpa               | PP      | 46.524  | 1,03%      | Recife                   | Pernambuco         |
| Claudiano Filho             | PP      | 46.314  | 1,03%      | Águas Belas              | Pernambuco         |
| Priscila Krause             | DEM     | 46.123  | 1,02%      | Recife                   | Pernambuco         |
| Alessandra Vieira           | PSDB    | 45.115  | 1%         | Santa Cruz do Capibaribe | Pernambuco         |
| Antônio Coelho              | DEM     | 44.277  | 0,98%      | Recife                   | Pernambuco         |
| Alberto Feitosa             | SD      | 42.303  | 0,94%      | Recife                   | Pernambuco         |
| Fabíola Cabral              | PP      | 41.857  | 0,93%      | São Paulo                | São Paulo          |
| Rogério Leão                | PR      | 40.307  | 0,89%      | São José do Belmonte     | Pernambuco         |
| Juntas                      | PSOL    | 39.175  | 0,87%      | Recife                   | Pernambuco         |
| Waldemar Borges             | PSB     | 39.031  | 0,87%      | Recife                   | Pernambuco         |
| Álvaro Porto                | PTB     | 38.712  | 0,86%      | Canhotinho               | Pernambuco         |
| Clóvis Paiva                | PP      | 37.403  | 0,98%      | Ribeirão                 | Pernambuco         |
| Antônio Morais              | PP      | 37.389  | 0,83%      | Macaparana               | Pernambuco         |
| Eriberto Medeiros           | PP      | 36.580  | 0,81%      | Recife                   | Pernambuco         |
| Henrique Queiroz Filho      | PR      | 35.671  | 0,79%      | Recife                   | Pernambuco         |
| Isaltino Nascimento         | PSB     | 35.218  | 0,78%      | Recife                   | Pernambuco         |
| Romero Sales Filho          | PTB     | 35.195  | 0,78%      | Recife                   | Pernambuco         |
| Zé Queiroz                  | PDT     | 32.740  | 0,73%      | Caruaru                  | Pernambuco         |
| Teresa Leitão               | PT      | 31.530  | 0,70%      | Recife                   | Pernambuco         |
| João Paulo                  | PCdoB   | 29.442  | 0,65%      | Olinda                   | Pernambuco         |
| Romero                      | PP      | 29.262  | 0,65%      | Recife                   | Pernambuco         |
| Delegado Lessa              | PP      | 29.128  | 0,65%      | Maceió                   | Alagoas            |
| Roberta Arraes              | PP      | 28.649  | 0,64%      | Picuí                    | Paraíba            |
| Antonio Fernando            | PSC     | 27.605  | 0,61%      | Ouricuri                 | Pernambuco         |
| Marco Aurélio               | PRTB    | 26.783  | 0,59%      | Recife                   | Pernambuco         |
| Romário Dias                | PSD     | 26.392  | 0,58%      | Simão Dias               | Sergipe            |
| Wanderson Florêncio         | PSC     | 24.971  | 0,55%      | Caruaru                  | Pernambuco         |
| João Paulo Costa            | AVANTE  | 24.789  | 0,55%      | Recife                   | Pernambuco         |
| Aluisio Lessa               | PSB     | 23.344  | 0,52%      | Palmares                 | Pernambuco         |
| Dulcicleide Amorim          | PT      | 22.359  | 0,50%      | Petrolina                | Pernambuco         |
| Fabrizio Ferraz             | PHS     | 17.729  | 0,39%      | Floresta                 | Pernambuco         |

## Pesquisas de intenção de voto

### Primeiro turno

#### Governo do Estado
| Divulgação             | Instituto | Margem de erro | Candidato(a) | Candidato(a)   | Candidato(a)  | Candidato(a) | Candidato(a) | Candidato(a)  | Candidato(a)       | Brancos ou Nulos | Nenhum ou Não sabe |
| Divulgação             | Instituto | Margem de erro | Câmara (PSB) | Monteiro (PTB) | Lóssio (REDE) | Rands (PROS) | Dani (PSOL)  | Simone (PSTU) | Ana Patrícia (PCO) | Brancos ou Nulos | Nenhum ou Não sabe |
| ---------------------- | --------- | -------------- | ------------ | -------------- | ------------- | ------------ | ------------ | ------------- | ------------------ | ---------------- | ------------------ |
| 20 de agosto de 2018   | Ibope     | ±3%            | 27%          | 21%            | 3%            | 2%           | 1%           | 2%            | 3%                 | 32%              | 8%                 |
| 22 de agosto de 2018   | Datafolha | ±3%            | 30%          | 24%            | 3%            | 2%           | 1%           | 2%            | 3%                 | 29%              | 6%                 |
| 5 de setembro de 2018  | Ibope     | ±3%            | 33%          | 24%            | 3%            | 2%           | 1%           | 1%            | 1%                 | 24%              | 11%                |
| 11 de setembro de 2018 | Ibope     | ±3%            | 39%          | 24%            | 3%            | 2%           | 2%           | 2%            | 0%                 | 17%              | 11%                |
| 17 de setembro de 2018 | Ibope     | ±3%            | 33%          | 25%            | 2%            | 2%           | 1%           | 1%            | 1%                 | 24%              | 10%                |
| 20 de setembro de 2018 | Datafolha | ±3%            | 35%          | 31%            | 3%            | 2%           | 1%           | 1%            | 2%                 | 19%              | 6%                 |

### Senado Federal
Levando em conta que para o senado o eleitor irá votar duas vezes, as pesquisas possuem um universo de 200%
| Período da pesquisa | Instituto | Margem de erro | Candidato  | Candidato    | Candidato      | Candidato       | Candidato     | Candidato       | Candidato    | Candidato      | Candidato     | Candidato    | Candidato     | Candidato  | Brancos ou Nulos | Não sabe |
| Período da pesquisa | Instituto | Margem de erro | Costa (PT) | Jarbas (MDB) | Mendonça (DEM) | Silvio (AVANTE) | Araújo (PSDB) | Jairinho (REDE) | Rocha (REDE) | Eugênia (PSOL) | Cabral (PSTU) | Pires (PSOL) | Brunes (PROS) | Rola (PCO) | Brancos ou Nulos | Não sabe |
| ------------------- | --------- | -------------- | ---------- | ------------ | -------------- | --------------- | ------------- | --------------- | ------------ | -------------- | ------------- | ------------ | ------------- | ---------- | ---------------- | -------- |
| 24/09 a 26/09/2018  | Ibope     | ±3%            | 32%        | 31%          | 22%            | 12%             | 9%            | 5%              | 3%           | 2%             | 2%            | 2%           | 1%            | 1%         | 48%              | 30%      |